# クライストカレッジ・ブレコン
クライストカレッジ・ブレコン校（英: Christ College, Brecon）は、イギリスで最も古い学校の1つで1541年ヘンリー8世勅令の下創設されたウェールズトップの名門校。男女共学の寄宿制（ボーディングスクール）と通学制を併せたインデペンデント・スクール。
英国中央ウェールズ・ブレコン市のブレコンビーコンズ国立公園に位置し40エーカーの広大な敷地に校舎と7つの学寮、ラグビーやクリケット、フットボール場がある。
大聖堂とダイニングホールは13世紀から聖ドミニコ修道会で使われていた建物で現在もそのまま使用している。
2018年現在7歳から19歳までの約370名の生徒が在籍している。   

## 評価
クライストカレッジ・ブレコン校はイギリスのデイリー・テレグラフ紙で「金額に見合う価値ある学校」として全英インデペンデント・スクールのトップ3にランクインしている。
2017年12月、ウェールズ教育審査&訓練機関（英国教育監査局と同等）はクライストカレッジ・ブレコンに5項目審査を通して称賛に値する最高評価の実績であると発表した。
同年GCSE評価の96％はA*〜C、そして100％の生徒たちが5以上の評価に達成した。
Aレベルにおいての総合評価は、A*〜Eの割合が98％、A*〜Cの割合は83％に達しており高い教育水準を提供するだけでなく、学生への配慮が行き届いた心のこもった環境で自己啓発を促していく姿勢に、父兄間のみならず、学生間や周辺においても知名度の高い人気の選択肢として注目を浴びている。

## 学校方針
"They achieve because they think they can achieve"（達成できると信じていれば必ず達成する）をモットーとし、全生徒に個人のあらゆる資質を伸ばして、性別や人種、宗教の違いを超えた品位あるコミュニティーにおいて他者への思いやりを培い、高い倫理観と英国市民としての強い意識を備えていけるように学ぶ環境と機会や経験を提供していくことが教育方針である。
またパストラルケアと学生の福祉に積極的に取り組んでいる。

## 在学生の比率
- 生徒男女比率 - 男子57％、女子43％
- 学寮生54％・通学生46％
- 海外生18％（約15カ国）
- 教師対生徒比率 - 1:9

## 学寮

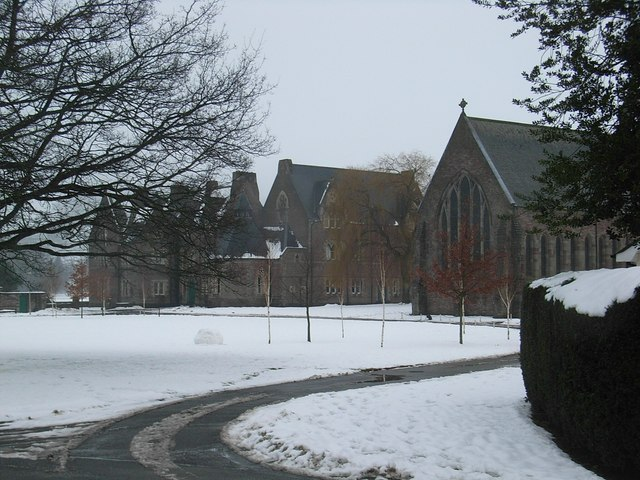
クライストカレッジ・ブレコン

クライストカレッジ・ブレコンには、7つの学寮（ハウス）がある。
- St.Nicholas House - 男女（7才 - 11才）
- Always House - 男女（11才 - 13才）
- Bannau House - 女子（13才 - 18才）
- Dolaldson’s House - 女子（13才 - 18才）
- Orchard House - 男子（13才 - 18才）
- St,David’s House - 男子（13才 - 18才）
- De Winton House - 女子（13才 - 18才）
- School House - 男子（13才 - 18才）

## 年間スケジュール

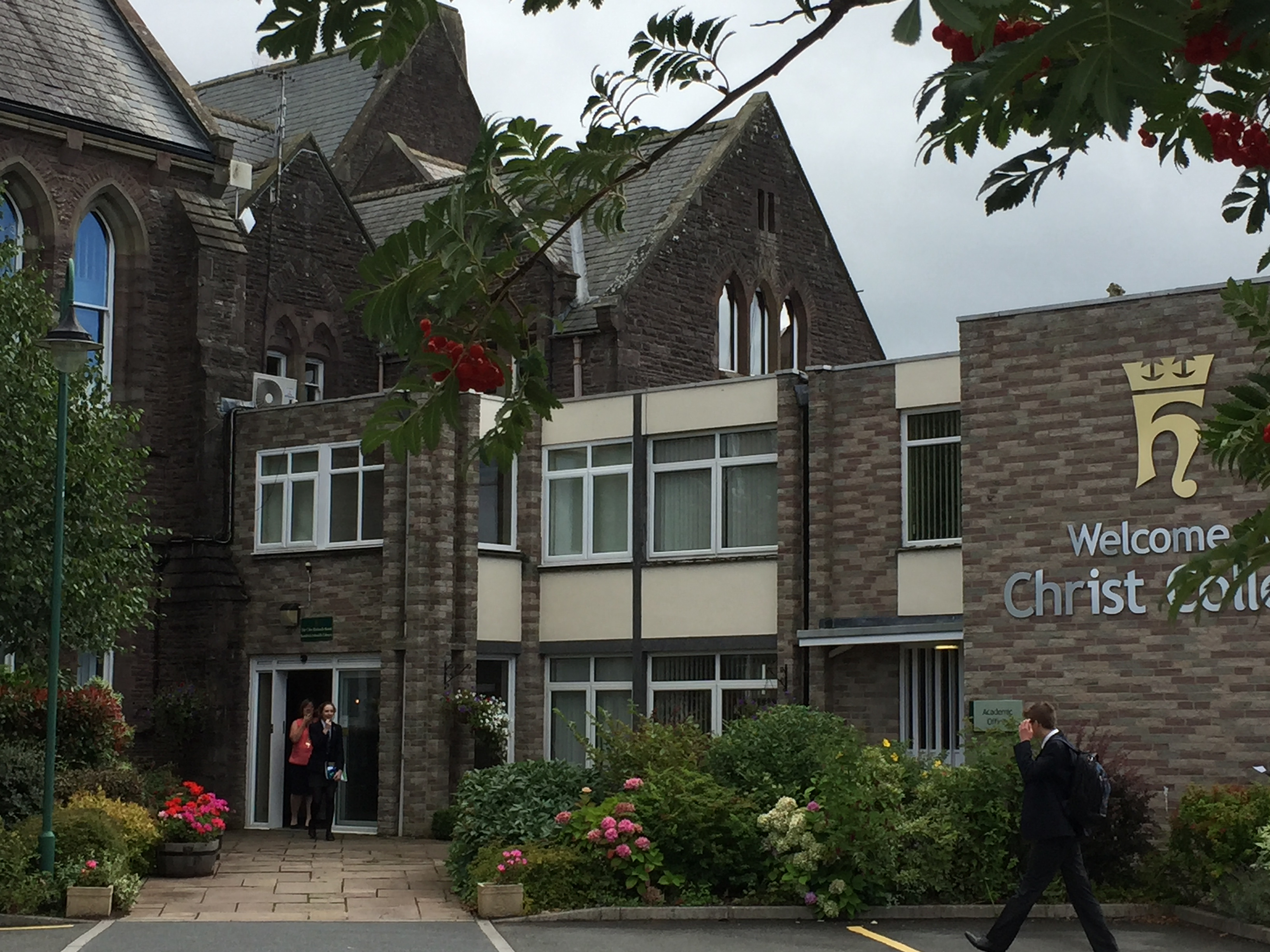
クライストカレッジ・ブレコン外観

クライストカレッジ・ブレコンは3学期制である。
- レント・ターム - 2018年1月8日〜3月23日
- サマー・ターム - 2018年4月15日〜7月7日
- ミケルマス・ターム - 2018年9月4日〜12月14日

また、学期内休暇として各学期に1回ずつ、ハーフ・ターム休暇（5 - 7日）と週末休暇が設けられており、修学旅行としてジオグラフィを専攻した生徒はフランスへ、ドラマを専攻した生徒はニューヨークへ、ネットボールのチームは南アフリカへ、交換留学生は日本や中国へ行くなど、専攻科目や所属チームに応じた海外旅行も行われている。

## 学校生活
月曜日から金曜日は8時15分から8時45分に早朝礼拝があり、9時から授業開始。1授業35分。
ランチ、ディナーは480年前の創立当時のダイニングで専属シェフがバライエティ豊かなメニューを提供している。
土曜日の午後は各種イベントやラグビー・フットボール・ネットボールなどのクラブスポーツの大会が開催される。日曜日は基本的に夜の礼拝がある。
ハウス（学寮）生活では、ハウスごとにハウスミスター（寮父）・ハウスミストレス（寮母）がおり生活全般のアドバイスや健康管理をしている。低学年時は2人から3人でルームシェアをするが高学年になると1人1部屋となる。また、トイレ・シャワー・ランドリールーム・リビング・キッチン・スタディールームは共有している。清掃は専属のクリーニングスタッフが行う。
全生徒にパーソナルチューターを付かせており、学習面だけでなく精神面においても相談役を担っている。特に海外留学生を担当しているチューターは母国や家族から離れて暮らす学生達の心のケアに細心の注意を払っている。

## 学習指導・進路
海外留学生に向けて、英語の特別授業 (EAL) を提供している（初年度無料）。
ASレベルの4教科に加え、中等部 (Lower School) では週4時間、高等部 (6th Form) では週3時間の授業時間数を設けている。
GCSEおよびAレベルにおいては、継続的な実績を誇っている。中でも数学、英語、化学の主要3科目およびクリエイティブアートで優れた成果をあげており、オックスフォード大学、ケンブリッジ大学、インペリアル・カレッジ、UCLなどのイギリス国内最高レベルの大学へ進学している。2018年にはオックスフォード大学とケンブリッジ大学に8名が合格している。

## ホストファミリー
イギリスでは、2時間以上の飛行時間を要す土地や国からくる生徒には、保護者（ガーディアン）と共に暮らすことが義務付けられている。
生徒の両親または仲介業者がホストファミリーを選択し入学システムの登録を行う。もしくは同校のホストファミリープログラムを利用し、地域のホストファミリーの紹介を受けることも可能である。

## 授業料
寄宿学生の費用は以下の通りである。
- Year 7 & 8 - 1学期6,903ポンド / 年間20,709ポンド
- Year 9 & 10 - 1学期8,820ポンド / 年間26,460ポンド
- 6th Form - 1学期9,264ポンド / 年間27,792ポンド